# Врбовляни
Врбовляни (хорв. Vrbovljani) — населений пункт у Хорватії, у Бродсько-Посавській жупанії у складі громади Окучани.

## Населення
Населення за даними перепису 2011 року становило 230 осіб.
Динаміка чисельності населення поселення:

## Клімат
Середня річна температура становить 11,35 °C, середня максимальна – 26,07 °C, а середня мінімальна – -5,85 °C. Середня річна кількість опадів – 925 мм.
| Клімат поселення                              | Клімат поселення | Клімат поселення | Клімат поселення | Клімат поселення | Клімат поселення | Клімат поселення | Клімат поселення | Клімат поселення | Клімат поселення | Клімат поселення | Клімат поселення | Клімат поселення | Клімат поселення |
| Показник                                      | Січ.             | Лют.             | Бер.             | Квіт.            | Трав.            | Черв.            | Лип.             | Серп.            | Вер.             | Жовт.            | Лист.            | Груд.            |                  |
| Середній максимум, °C                         | 7,28             | 9,30             | 13,63            | 18,23            | 23,01            | 26,07            | 25,38            | 24,61            | 20,92            | 15,88            | 10,30            | 6,16             |                  |
| Середня температура, °C                       | 0,71             | 2,70             | 7,09             | 11,68            | 16,43            | 19,50            | 21,18            | 20,40            | 16,72            | 11,68            | 6,10             | 1,96             |                  |
| Середній мінімум, °C                          | −5,85            | −3,84            | 0,51             | 5,08             | 9,87             | 12,93            | 16,99            | 16,22            | 12,51            | 7,48             | 1,92             | −2,24            |                  |
| Норма опадів, мм                              | 59               | 54               | 65               | 79               | 82               | 98               | 85               | 86               | 75               | 82               | 88               | 72               |                  |
| Середньомісячна швидкість вітру, м/с          | 1.60             | 1.81             | 2.20             | 2.10             | 1.91             | 1.80             | 1.74             | 1.60             | 1.60             | 1.60             | 1.60             | 1.65             |                  |
| Середньомісячна сонячна радіація, кДж/м²·день | 4324             | 7120             | 10996            | 15423            | 19768            | 21916            | 22946            | 20226            | 15022            | 9251             | 4886             | 3588             |                  |
| --------------------------------------------- | ---------------- | ---------------- | ---------------- | ---------------- | ---------------- | ---------------- | ---------------- | ---------------- | ---------------- | ---------------- | ---------------- | ---------------- | ---------------- |
| Джерело:                                      |                  |                  |                  |                  |                  |                  |                  |                  |                  |                  |                  |                  |                  |